# Fritillaria falcata
Fritillaria falcata är en liljeväxtart som först beskrevs av Jeps., och fick sitt nu gällande namn av D.E.Beetle. Fritillaria falcata ingår i Klockliljesläktet och i familjen liljeväxter. Inga underarter finns listade.